# Upeneus francisi
 Upeneus francisi és una espècie de peix de la família dels múl·lids i de l'ordre dels perciformes.

## Morfologia
Els mascles poden assolir 7,2 cm de longitud total.

## Distribució geogràfica
Es troba a Nova Zelanda.